# Гнатівка (Гайсинський район)
Гна́тівка — село в Україні, у Гайсинській міській громаді Гайсинського району Вінницької області. Розташоване на лівому березі річки Кіблич (притока Собу) за 7 км на південний схід від міста Гайсин. Населення становить 274 особи (станом на 1 січня 2015 р.).

## Історія
7 (20) листопада 1917 року, відповідно до Третього Універсалу Української Центральної Ради, увійшло до складу Української Народної Республіки.
12 червня 2020 року, відповідно до розпорядження Кабінету Міністрів України № 707-р «Про визначення адміністративних центрів та затвердження територій територіальних громад Вінницької області», село увійшло до складу Гайсинської міської територіальної громади.
19 липня 2020 року, в результаті адміністративно-територіальної реформи та ліквідації Гайсинського району (1923—2020), село увійшло до складу новоутвореного Гайсинського району.